# Абдуллах ибн Аби аш-Шавариб
Абдуллах ибн аль-Хасан ибн Абдуллах ибн Али ибн Мухаммад ибн Абдул-Малик ибн Аби аш-Шавариб (араб. عبدالله بن الحسن بن أبي الشوارب‎; сентябрь/октябрь 931 — 1025—1027) — арабский юрист (факих), занявший в 961 году должность верховного судьи (кади) Аббасидского халифата, для чего взял взятки и продал несколько государственных должностей. Из-за этого на должность его назначил не халиф, что привело к возмущению со стороны жителей халифата и других факихов и смещению с поста два года спустя.

## Биография
Абдуллах родился в ноябре/декабре 931 года. Он принадлежал к клану Бану Аби аш-Шавариб. Его члены были исламскими юристами, действовавшими в рамках ханафитского мазхаба. В период с IX по XI века 24 члена этой семьи занимали должность верховного кади при разных халифах из династии Аббасидов. В частности брат Абдуллаха, Мухаммад, дважды занимал эту должность — в 944/45 и 946/47 годах.
Абдуллах получил должность верховного кади в сентябре/октябре 961 года, при халифе аль-Мути Лиллахе. Он выкупил этот пост у де-факто правивших Ираком Буидов, ежегодно платя за неё по 200 тысяч дирхамов. Для оплаты долга перед эмирами он брал взятки, в частности продал должности начальника полиции и хисбаха, получая за каждую из них по 20 тысяч дирхамов каждый лунный месяц. Халиф аль-Мути Лиллах был не согласен с такой политикой, в связи с чем отказался назначить Абдуллаха на должность кади. Вместо него в должность Абдуллаха возвёл буидский эмир Ахмед ибн Бувейх. Такое назначение вызвало значительный протест среди населения халифата, а также среди других факихов и учёных мужей, недовольных буидской политикой. Менее чем через два года, в июне 963 года, аш-Шавари сместили с должности и заменили на Умара ибн Актама, который занимал должность и ранее, до Абдуллаха. Все вынесенные им фетвы и прочие решения на посту преемник объявил недействительными.
Немецкий востоковед и исламовед Х. Буссе писал, что случай Абдуллаха стал, возможно, наиболее возмутительным и грубым в плане продажности за всю историю правления династии Буидов в Ираке. Он также отметил, что Абдуллах даже не попал в биографический справочник по истории столицы халифата, города Багдада, который составил аль-Хатиб аль-Багдади.
Скончался Абдуллах аш-Шавариб между 1025 и 1027 годами.